# Nicolas Eymerich, inquisiteur
Pour les articles homonymes, voir Nicolas Eymerich (homonymie).
Nicolas Eymerich, inquisiteur est un cycle de romans de l'écrivain italien Valerio Evangelisti.
Nicolas Eymerich est l'inquisiteur général d’Aragon, proche d’un Sherlock Holmes par le physique et le caractère mais au service d’une Église qu’il sert de manière rigide, obéissant strictement aux règles édictées, à la poursuite des hérétiques de tout poil, dans le sud de l’Europe et particulièrement en France. Appréciant peu la compagnie de ses semblables et la saleté, il peut être impitoyable pour ses adversaires tout en conservant une certaine mesure. Le personnage romanesque est inspiré d'un personnage historique authentique : Nicolas Eymerich (vers 1320—1399), auteur du manuel de référence de l’Inquisition. Mais cet inquisiteur doit faire face à des manifestations troublantes, apparemment surnaturelles.
L’écrivain déroule généralement sa trame en trois récits parallèles (différents lieux, époques – passé avec Eymerich, présent, et futur désastreux - personnages) chacun plein de mystères, qui à l’issue du roman se résolvent les uns les autres à l’aide d’explications scientifiques mêlées de théologie.

## Volumes
1. Nicolas Eymerich, inquisiteur, Payot & Rivages, 1998 ((it) Nicolas Eymerich, inquisitore, 1994)Réédité aux éditions Pocket en 1999 et 2004 puis aux éditions La Volte en 2011
2. Les Chaînes d’Eymerich, Payot & Rivages, 1998 ((it) Le catene di Eymerich, 1995)Réédité aux éditions Pocket en 1999 et 2004 (éd. integr.) puis aux éditions La Volte en 2011
3. Le Corps et le sang d’Eymerich, Payot & Rivages, 1999 ((it) Il corpo e il sangue di Eymerich, 1996)Réédité aux éditions Pocket en 2000 puis aux éditions La Volte en 2012
4. Le Mystère de l’inquisiteur Eymerich, Payot & Rivages, 1999 ((it) Il mistero dell'inquisitore Eymerich, 1996)Réédité aux éditions Pocket en 2001 puis aux éditions La Volte en 2012
5. Cherudek, Payot & Rivages, 2000 ((it) Cherudek, 1997)Réédité aux éditions Pocket en 2005 puis aux éditions La Volte en 2013
6. Picatrix : l’échelle pour l’enfer, Payot & Rivages, 2002 ((it) Picatrix. La scala per l'inferno, 1998)Réédité aux éditions La Volte en 2014
7. Le Château d’Eymerich, La Volte, 2012 ((it) Il castello di Eymerich, 2001)
8. Mater terribilis, La Volte, 2013 ((it) Mater terribilis, 2002)
9. La Lumière d'Orion, La Volte, 2014 ((it) La luce di Orione, 2007)
10. L'Évangile selon Eymerich, La Volte, 2015 ((it) Rex tremendae maiestatis, 2010)
11. Eymerich ressuscité, La Volte, 2018 ((it) Eymerich risorge, 2017)
12. Le Fantôme d'Eymerich, La Volte, 2021 ((it) Il fantasma di Eymerich, 2018)

- Nicolas Eymerich, inquisiteur - Volume 1, Le Livre de poche, 2016Contient les tomes 1 à 5
- Nicolas Eymerich, inquisiteur - Volume 2, Le Livre de poche, 2017Contient les tomes 6 à 10

## Bande dessinée
Une adaptation de la série en bande dessinée existe également :
- Nicolas Eymerich, inquisiteur.

## Jeux vidéo
Un jeu vidéo (point’n click) mettant en scène le personnage de Nicolas Eymerich a été édité par Microïds en 2013 : Nicolas Eymerich, l'Inquisiteur - Livre 1 : La Peste